# Basilia glabra
Basilia glabra är en tvåvingeart som beskrevs av Theodor 1957. Basilia glabra ingår i släktet Basilia och familjen lusflugor.
Artens utbredningsområde är Kongo. Inga underarter finns listade i Catalogue of Life.